# 32007 Amirhelmy
32007 Amirhelmy è un asteroide della fascia principale. Scoperto nel 2000, presenta un'orbita caratterizzata da un semiasse maggiore pari a 2,2310914 UA e da un'eccentricità di 0,1474613, inclinata di 6,20841° rispetto all'eclittica.